# Gruppenversicherung
In der Gruppenversicherung wird eine Personengruppe in einem gemeinsamen Versicherungsvertrag gegen ein definiertes Risiko versichert. Der Vertragspartner ist dabei immer der Versicherungsnehmer und die Versicherung wird auch von diesem verwaltet.
Eine kleine Form der Gruppenversicherung ist zum Beispiel die Familienversicherung in der privaten Krankenversicherung. Größere Varianten von Gruppenversicherungen existieren häufig innerhalb größerer Firmen. Dort schließen viele Unternehmer beispielsweise eine zusätzliche Rentenversicherung oder Unfallversicherung für ihre Arbeitnehmer ab und tätigen diesen Abschluss als Gruppenversicherung. Der Versicherungsnehmer zieht dann die Beiträge bei den versicherten Arbeitnehmern ein und führt diese geschlossen an den Gruppenversicherer ab. Daraus ergeben sich Einsparungen an Verwaltungskosten, was regelmäßig zu erheblich geringeren Beiträgen für die jeweilige Versicherung als in der Einzelversicherung führt.

## Voraussetzungen für den Abschluss einer Gruppenversicherung
Für den Abschluss einer Gruppenversicherung sind bestimmte Anforderungen zu erfüllen:
- Die zu versichernden Personen müssen Arbeitnehmer des Unternehmens und damit des Vertragspartners sein
- Der zu versichernde Personenkreis muss nach objektiven Merkmalen, wie beispielsweise nach Lebensalter, Personenstand, beruflicher Stellung etc. aus der Gesamtbelegschaft ausgewählt werden
- Es müssen mindestens 20 Personen je Tarifart versichert werden
- Damit der Firmengruppentarif angewendet werden kann, muss die Beteiligung innerhalb der festgelegten Gruppe mindestens 90 Prozent betragen, ansonsten ist ab 50 Prozent nur der rabattierte Einzeltarif möglich
- Bei Berufsverbänden müssen mindestens 100 Mitglieder versichert werden

## Anmeldung zur Gruppenversicherung
Durch den Versicherungsnehmer, in der Regel dem Arbeitgeber, muss die Anmeldung zu einem Gruppenversicherungsvertrag erfolgen. Dabei müssen in den meisten Fällen durch den sogenannten Kontrahierungszwang grundsätzlich alle Personen aufgenommen werden.

## Versicherungsbeginn in der Gruppenversicherung
Am Ersten des Monats, der auf die Anmeldung zur Gruppenversicherung folgt, ist in der Regel der Versicherungsbeginn. Erst nach diesem Zeitpunkt besteht eine Leistungspflicht für eintretende Versicherungsfälle. Bei Fällen in den ein Kontrahierungszwang vorliegt, entfallen die Wartezeiten, sodass ein sofortiger Versicherungsschutz gegeben ist.

## Ausscheiden aus der Gruppenversicherung
Scheidet ein Hauptversicherter aus dem Kreis der berechtigten Mitarbeiter eines Unternehmens durch Arbeitgeberwechsel aus, so muss ihn der Versicherungsnehmer aus dem Gruppenversicherungsvertrag abmelden. Dadurch scheiden dann eventuell mitversicherte Personen ebenfalls aus dem Gruppenversicherungsvertrag aus.
Des Weiteren endet das Versicherungsverhältnis der Versicherten bzw. Mitversicherten auch durch Beendigung des Gruppenversicherungsvertrages, Verlegung des Wohnsitzes oder des gewöhnlichen Aufenthalts in das europäische Ausland, bei Tod des Hauptversicherten, durch eine außerordentliche Kündigung sowie durch Anfechtung oder Rücktritt des Versicherers.

## Abmeldung von der Gruppenversicherung
Ein Hauptversicherter kann sich nach Zustimmung des Versicherungsnehmers mit einer Frist von 3 Monaten zum Ende eines jeden Versicherungsjahres ganz oder teilweise vom Gruppenversicherungsvertrag abmelden. Zudem besteht das Recht zur außerordentlichen Kündigung bei Prämienerhöhung mit der Einhaltung der Frist.